# كارل هرمان هاينريش بيندا
كارل هرمان هاينريش بيندا (بالألمانية: Carl Benda)‏ (و. 1748 – 1836 م) هو ملحن من ألمانيا، والتشيك، ولد في بوتسدام، يستخدم آلات كمان، توفي في برلين، عن عمر يناهز 88 عاماً.